# James Gunn (senator)
James Gunn (ur. 13 marca 1753 roku – zm. 30 lipca 1801 roku) – amerykański prawnik, żołnierz i polityk. W latach 1789–1801 reprezentował stan Georgia w Senacie Stanów Zjednoczonych.